# 埼玉県立鴻巣女子高等学校
埼玉県立鴻巣女子高等学校（さいたまけんりつ こうのすじょしこうとうがっこう）は、埼玉県鴻巣市天神にある県立高等学校（女子校）。普通科の他に全国の国公立高校の中で唯一の保育科があり、また県内では数少ない家政科学科もある。

## 教育組織
- 全日制
  - 普通科
  - 保育科
  - 家政科学科
- 附属幼稚園 - 保育科の生徒の教育実習のために開園したが、2008年(平成20年)3月を以って閉園。閉園後、附属幼稚園の施設は鴻巣市の児童センターとなっている。同園の閉園後は近隣の私立幼稚園で実習や交流を行っている。

## 沿革
- 1916年（大正5年） - 前身の鴻巣裁縫専修所開設
- 1919年（大正8年） - 私立鴻巣裁縫女学校が認可を受け、県下最初の裁縫学校となる。
- 1925年（大正14年） - 町立鴻巣実修女学校と改称する。
- 1928年（昭和3年） - 鴻巣実科高等女学校と改称。新校舎が現在の本校の敷地に完成。
- 1940年（昭和15年） - 埼玉県鴻巣高等女学校と改称する。
- 1948年（昭和23年） - 組合立武陽実業学校と鴻巣高等女学校を統一し、組合立武陽高等学校とする。
- 1949年（昭和24年） - 県に移管。埼玉県立鴻巣高等学校と改称。
- 1963年（昭和38年） - 女子普通科5学級設置
- 1966年（昭和41年）
  - 鴻巣高等学校より分離独立し、鴻巣女子高等学校となる。
  - 家政科設置
- 1972年（昭和47年） - 附属幼稚園開園。
- 1994年（平成6年） - 家政科を学科再編。家政科学科とする。
- 1997年（平成9年） - 防災拠点としての格技場、トイレ・シャワー棟完成。
- 2008年（平成20年） - 附属幼稚園が閉園。
- 2015年（平成27年）- 開校50周年記念式典を行う。

## クラブ
- 文化部
  - 人形劇部
  - 筝曲部
  - 華道部
  - 茶道部
  - 美術部
  - 書道部
  - 吹奏楽部
  - 合唱部　
  - 写真部
  - パソコン部
  - 文芸部
  - 放送部
  - 軽音楽部
  - 調理部
  - 漫画研究部
  - 演劇部
- 運動部
  - 陸上競技部
  - バレーボール部
  - バスケットボール部
  - バドミントン部　
  - 卓球部
  - ソフトボール部
  - ソフトテニス部
  - チアダンス部
  - ダンス部
- 同好会
  - JRC
  - 映画

## 交通
- JR高崎線鴻巣駅より徒歩13分

## 備考
- 制服は上が紺のブレザー、下が紺地に白のチェック。在校生の意見を参考にデザインされた。
- 保育科は入試での志願倍率が例年高い。
- 学校の創立年については、前身の裁縫専修所が開設された大正5年を創立年とする説と、鴻巣高等学校から分離独立した昭和41年を創立年とする説がある。